# Lampona carlisle
Lampona carlisle is een spinnensoort uit de familie Lamponidae. De soort komt voor in Queensland.